# Cryptocurus spinipennis
Cryptocurus spinipennis is een keversoort uit de familie snuitkevers (Curculionidae). De wetenschappelijke naam van de soort werd in 1957 gepubliceerd door Karl Eduard Schedl.